# Club de Deportes Cobreloa "B"
Cobreloa "B" fue un club de fútbol chileno, de la ciudad de Chuquicamata, Región de Antofagasta. Fue filial del equipo de Cobreloa y participó durante el 2006 en la Tercera división de Chile.

## Historia
Cobreloa "B" debutó en la Tercera División en 2006, siendo invitado a la recién creada "Tercera División Zona Norte" (que agrupaba en ese entonces a clubes de las regiones de Tarapacá y Antofagasta), siendo filial de Cobreloa (militante en ese momento de la Primera división). 
El equipo fue concebido con el objetivo de ser una de las principales reservas del elenco principal ante cualquier emergencia, mientras que Cobreloa reforzaba a la filial con jugadores sub-23 que no fueran citados a los partidos del club. 
En este proyecto Olivera no estuvo solo, sino que acompañado de otros dos históricos como son Eduardo Fournier en la preparación de los arqueros y Hugo Tabilo como asesor externo.[cita requerida]
El elenco se automarginó de la competencia de 2007. Al año siguiente, el club dejó de existir.

## Uniforme
- Uniforme titular: Camiseta anaranjada, pantalón y medias anaranjadas.
- Uniforme alternativo: Camiseta negra, pantalón y medias negras.

## Estadio
Anaconda de Chuquicamata

## Palmarés
No tiene títulos